# Psebena brevipennis
Psebena brevipennis är en skalbaggsart som beskrevs av Charles Joseph Gahan 1902. Psebena brevipennis ingår i släktet Psebena och familjen långhorningar.
Artens utbredningsområde är Sarawak. Inga underarter finns listade i Catalogue of Life.